# Police Quest
Police Quest är en svit datorspel från Sierra On-Line. Det första spelet släpptes 1987 och uppföljare kom 1988, 1991 och 1993.
2006 släpptes alla fyra spelen på nytt till Microsoft Windows.

## Spel i serien
- Police Quest: In Pursuit of the Death Angel
- Police Quest II: The Vengeance
- Police Quest III: The Kindred
- Police Quest: Open Season